# Halerangapura, Chitradurga
Halerangapura là một làng thuộc tehsil Chitradurga, huyện Chitradurga, bang Karnataka, Ấn Độ.